# Кюнер, Василий Васильевич
Василий Васильевич Кюнер (также Вильгельм Вильгельмович, собственно Вильгельм Фридрих Кюнер, нем. Wilhelm Friedrich Kühner; 1 (13) апреля 1840, Штутгарт — 8 (21) июля 1911, Рига) — российский композитор и музыкальный педагог немецкого происхождения. Отец востоковеда Николая Кюнера.

## Биография
Родился в семье Иоганна Вильгельма Кюнера (1812—1882), флейтиста и дирижёра в военном оркестре, а затем и композитора, ученика Игнаца фон Зайфрида.
Учился у своего отца, c 1854 года брал уроки теории музыки у Иммануэля Файста, затем также уроки фортепиано у Зигмунда Леберта, но прежде всего изучал скрипку под руководством Иоганна Давида Дебюизера (нем. Johann David Debuysère; 1813—1893). В пятнадцатилетнем возрасте дебютировал как дирижёр в летнем театре в пригороде Штутгарта. В 1856—1857 гг. был ассистентом отца, дирижировавшего Ульмской оперой, и играл первую скрипку в её оркестре. В 1857 году, с открытием Штутгартской музыкальной школы, поступил в неё и продолжил учиться у Файста и Леберта, а также у Вильгельма Шпайделя (фортепиано), Людвига Штарка (инструментовка) и Эдуарда Келлера (скрипка).
Окончив школу в 1859 году, на протяжении двух лет работал учителем музыки в Биркенруской гимназии около Вендена в Лифляндской губернии Российской империи, после чего отправился на девять месяцев в Париж совершенствоваться как скрипач под руководством Ламбера Массара. В 1862—1867 гг. жил и работал в Санкт-Петербурге, где занимался музыкальным образованием в сиротских приютах под патронатом принца Ольденбургского, а с 1865 г. также в Николаевском сиротском институте; одновременно совершенствовался как пианист под руководством Адольфа Гензельта. Затем в 1867—1876 гг. работал в Тифлисе, где, среди прочего, давал уроки музыки детям наместника Кавказа великого князя Михаила Николаевича. Вместе со Львом Модзалевским и Адольфом Реммертом основал в Тифлисе музыкальную школу и в 1870—1876 гг. возглавлял её.
С 1878 года вновь в Санкт-Петербурге. Руководил музыкальным образованием в Николаевском сиротском институте в Гатчине и в Мариинском институте в Петербурге (с 1890 года), в 1892 году открыл собственную музыкальную школу (при участии известного педагога М. А. Лохвицкой-Скалон).
Отец шестерых детей. Старшая дочь Алоизия (Александра) была замужем за физиком Борисом Розингом.

## Творчество
В 1880 году в Мариинском театре была поставлена драматическая опера Кюнера «Тарас Бульба», в четырёх действиях, либретто Льва Модзалевского (под псевдонимом А. Гарский) по одноимённому произведению Николая Гоголя, дирижировал Эдуард Направник; опера выдержала всего три представления. По воспоминаниям режиссёра оперной труппы Мариинского театра Александра Морозова, «Тарас Бульба» Кюнера стал самым большим провалом за всю историю Мариинской оперной сцены.
Энциклопедия Брокгауза и Ефрона сообщает о написанных Кюнером симфонии «Освобождение крестьян в России» и увертюре «Мария Стюарт», Музыкальный словарь Римана — о двух симфониях (одна с подзаголовком «Кавказская»), двух струнных квартетах и квинтете, сюите для струнного квартета, сюите для фортепиано и виолончели (1893; посвящена Эмилю Гербеку), цикле фортепианных пьес «Снежинки», сочинениях дидактического характера. В 1878 году в Тифлисе опубликовал сборник детских песен «Свирель» на стихи Модзалевского.